# Belgia
Belgia, Królestwo Belgii (niderl. Koninkrijk België, fr. Royaume de Belgique, niem. Königreich Belgien) – państwo federacyjne w zachodniej Europie, w południowych Niderlandach. Belgia jest członkiem Unii Europejskiej, ONZ oraz NATO.
Graniczy od południa z Francją (620 km) i z Luksemburgiem (148 km), od wschodu z Niemcami (167 km) i od północy z Holandią (450 km). Łączna długość granic lądowych wynosi 1385 km, ponadto istnieje 64-kilometrowy fragment wybrzeża Morza Północnego na zachodzie. Podzielona jest na trzy strefy językowe: francuską, niderlandzką i niemiecką.

## Geografia
- Geograficzny środek Belgii: 50° 37′ 47″ N, 5° 8′ 44″ E Braives
- Najwyższy punkt: Signal de Botrange 694 m n.p.m.
- Najniższy punkt: Morze Północne 0 m n.p.m.

Większą część powierzchni Belgii stanowią peryglacjalne i aluwialne niziny; w północnej części płaska, częściowo zabagniona równina Flandrii (tzw. Belgia Niska), oddzielona od morza wałem wydm (wys. do 20 m), oraz pagórkowata i piaszczysta kraina Kempen (wys. do 95 m); w środkowej części (Belgia Średnia) wysoczyzna Brabancji (wys. 100–200 m) zbudowane głównie z glin i piasków trzeciorzędowych pokrytych lessem oraz wzgórza Hainaut (na zachodzie) zbudowane z utworów glinianych.
Największe miasta: Bruksela (stolica), Liège, Antwerpia, Gandawa, Charleroi, Brugia, Namur.

### Wody powierzchniowe
Belgia leży w zlewisku Morza Północnego i prawie całe jej terytorium należy do dorzecza dwóch rzek: Skaldy i Mozy (ich źródła znajdują się na terenie Francji, a ujścia na terenie Holandii). Skalda w granicach Belgii ma długość 200 km – wraz z dopływami (m.in. Leie, Dender, Zenne i Rupel) oraz kanałami tworzy rozgałęziony system wodny Flandrii. Moza (w granicach Belgii) ma 183 km, większość rzek Walonii to jej dopływy; na pewnym odcinku stanowi granicę między Belgią a Niderlandami. Belgijskie rzeki mają mały spadek, są połączone siecią kanałów i wykorzystywane są do żeglugi. We Flandrii znajduje się też gęsta sieć kanałów odwadniających poldery.

## Historia

### Przed utworzeniem Belgii
Przed zajęciem terenów obecnej Belgii przez wojska Republiki rzymskiej w 57 roku p.n.e. jej obszar zamieszkiwali Celtowie. Przez kolejne setki lat tereny te znajdowały się we władaniu Rzymu (część prowincji Galia – Gallia Belgica). Od III wieku rozpoczęła się chrystianizacja prowincji. Od roku 486 obszar dzisiejszej Belgii stał się częścią państwa germańskich Franków. Po traktacie w Verdun w roku 843 został on podzielony pomiędzy Francję i państwo Lotara.
Współczesny kryzys tożsamości belgijskiej i walka o zachowanie jedności kraju to wynik niejako „mechanicznego” zespolenia różnych regionów o często odmiennych dążeniach, kulturze, dawniej nie zawsze w przyjaźni.
W średniowieczu obszary należące dziś do Belgii zajmowały następujące kraje:
- Biskupstwo Leodium
- Księstwo Limburgii
- Hrabstwo Hainaut
- Hrabstwo Flandrii
- Hrabstwo Namur
- Księstwo Brabancji

W XV wieku obecna Belgia była częścią Burgundii, a w roku 1477 została przejęta przez Austrię cesarza Maksymiliana I. W latach 1556–1714 należała do Hiszpanii, a następnie znowu do Austrii (1714–1794), Francji (1794–1814), a w okresie 1814–1830 była połączona z Niderlandami i tworzyła Królestwo Zjednoczonych Niderlandów.
Podczas panowania Habsburgów w Niderlandach Południowych zaczęła kształtować się belgijska świadomość narodowa, której pierwszym wyraźnym przejawem był przewrót brabancki (1789).

### Belgia

Belgijskie imperium kolonialne

Dopiero jednak w roku 1830 Belgia stała się niezależnym państwem. Niepodległość zdobyła w wyniku powstania przeciwko dominacji niderlandzkiej (rewolucja belgijska). Na konferencji w Londynie w 1839 ustalono granice i neutralność Belgii. 3 sierpnia 1914, na początku I wojny światowej, Niemcy zaatakowały neutralną Belgię, co spowodowało przystąpienie Wielkiej Brytanii do wojny przeciw Niemcom. Na mocy traktatu wersalskiego do Belgii przyłączono niemieckie powiaty Eupen i Malmedy. W 1925 Belgia została stroną paktu reńskiego. W 1940 roku ponownie neutralna Belgia została zaatakowana, tym razem przez hitlerowskie Niemcy. Po zakończeniu II wojny światowej Belgia porzuciła neutralność i stała się członkiem NATO, a także została jednym z członków założycieli Wspólnoty Europejskiej. Z Niderlandami i Luksemburgiem Belgia stworzyła w roku 1948 unię celną, a 1960 unię gospodarczą – powstał Beneluks. W roku 1960 niepodległość uzyskała największa kolonia tego państwa Kongo Belgijskie, a w roku 1962 terytoria mandatowe Rwanda i Burundi.
W XX wieku dochodziło do stopniowego podziału na dwie strefy językowe: położoną na północy Flandrię (język niderlandzki) i na południu Walonię (język francuski). Spowodowało to w 1963 roku formalny podział Belgii na trzy regiony: Flandrię, Walonię i Region Stołeczny Brukseli. W roku 1993 doszło do przekształcenia Belgii w państwo federalne z trzema regionami o szerokiej autonomii. W 2007 spór o dalszą reformę i większą samodzielność Flandrii przyczynił się do kłopotów ze sformowaniem rządu federalnego. Od czerwca 2010 roku do grudnia 2011 w Belgii trwał najdłuższy we współczesnej Europie kryzys rządowy.

## Ustrój polityczny

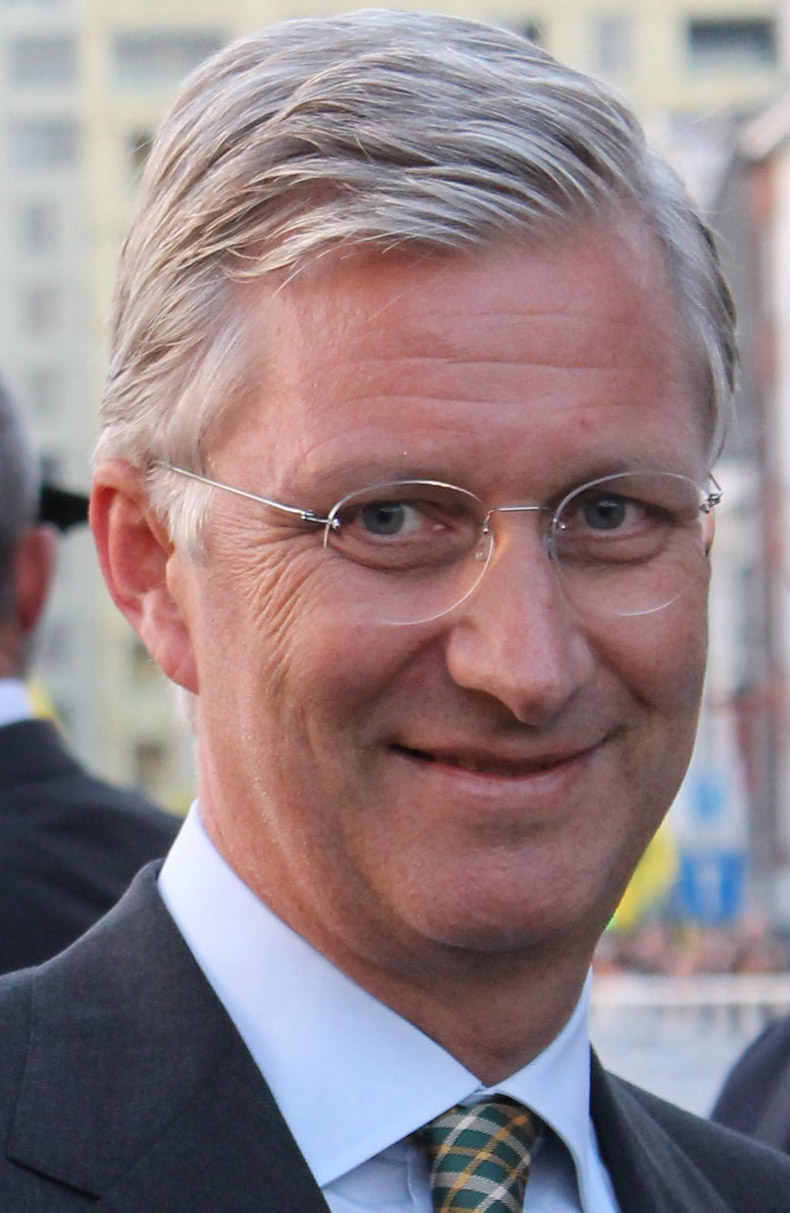
Król Belgów Filip I

Belgia jest monarchią konstytucyjną. Konstytucja Belgii została przyjęta w roku 1831, po zwycięstwie rewolucji sierpniowej 1830 roku. Była rewidowana siedmiokrotnie: w 1893, 1919, 1970, 1980, 1988, 1993 i 2001.
Parlament składa się z dwóch izb:
- Izby Deputowanych, w skład której wchodzi 150 deputowanych wybieranych w wyborach bezpośrednich, zgodnie z systemem proporcjonalnym[9].
- Senatu, który jest wybierany przez rady prowincjonalne (29 przez wspólnotę flamandzką, 20 przez wspólnotę francuską, 1 przez wspólnotę niemieckojęzyczną) i przez senatorów (6 przez wspólnotę flamandzką, 4 przez wspólnotę francuską)[10].

### Partie polityczne
Belgijskie partie polityczne: Flamandzcy Liberałowie i Demokraci (Open Vlaamse Liberalen en Democraten, O-VLD), Chrześcijańscy Demokraci i Flamandowie (Christen-demokratisch en Vlaams, CD&V), frankofońska Partia Socjalistyczna (Parti Socialiste, PS), Ruch Reformatorski (Mouvement Réformateur, MR), Interes Flamandzki (Vlaams Belang, VB), flamandzka Partia Socjalistyczna (Socialistische Partij Anders, sp.a), frankofońska Partia Ekologiczna (Ecolo), Centrum Demokratyczno-Humanistyczne (Centre démocrate humaniste, cdH), flamandzka Partia Ekologiczna (Groen), Nowy Sojusz Flamandzki (Nieuw-Vlaamse Alliantie, N-VA), Front Narodowy (Front National, FN), Spirit, Vivant.

### Podział administracyjny

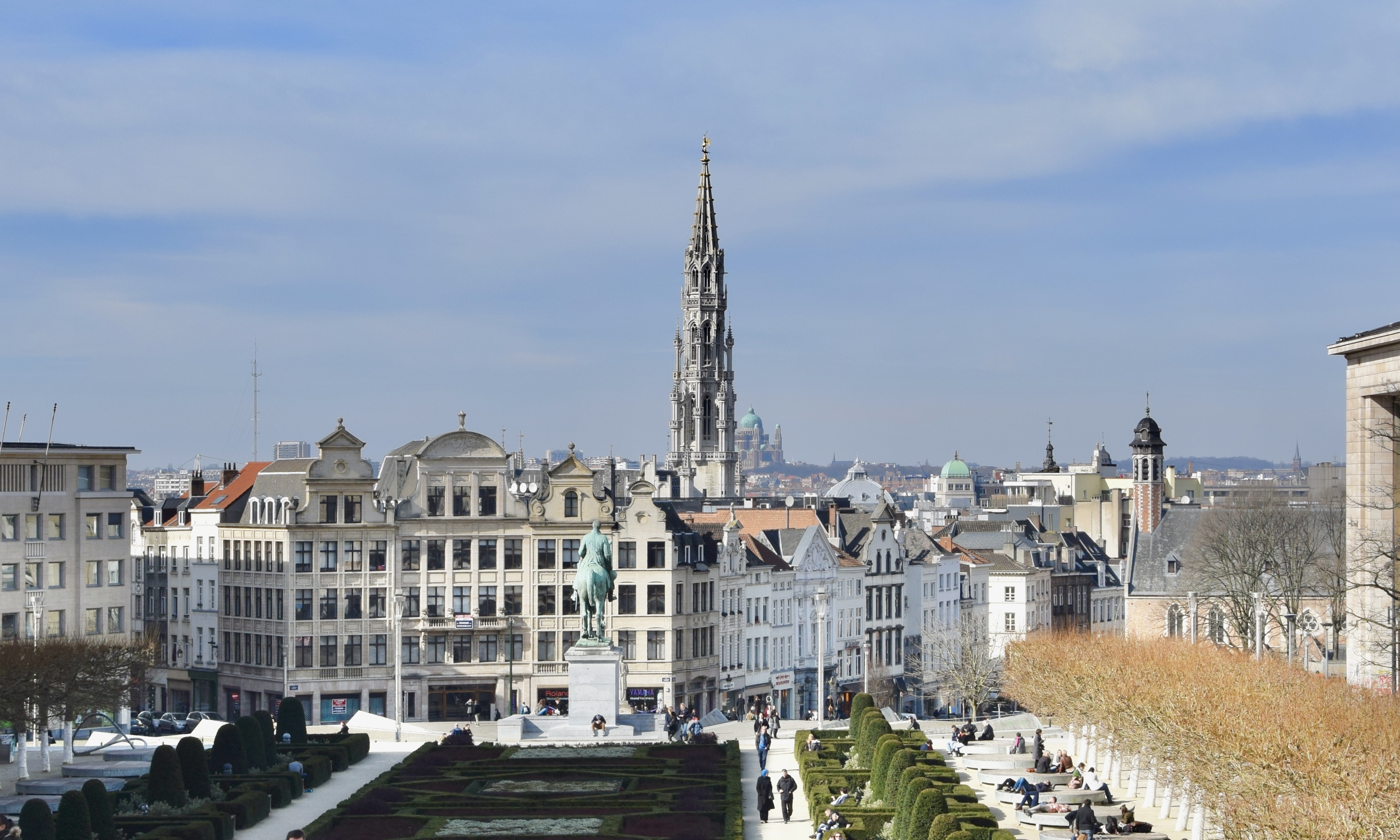
Bruksela, stolica i największy obszar metropolitalny Belgii

Belgia jest państwem federacyjnym. Każdy z 3 regionów Belgii ma własną władzę ustawodawczą – Radę Regionalną.

### Członkostwo w organizacjach międzynarodowych
Belgia jest członkiem założycielem Rady Europy. Jej stolica jest siedzibą NATO, a ponadto wielu instytucji Unii Europejskiej.

## Demografia
Językami urzędowymi są w Belgii niderlandzki, francuski i niemiecki. Większa część populacji (56–60%) posługuje się językiem niderlandzkim, około 40–44% francuskim, bądź walońskim i zaledwie 1% niemieckim.
Grupy etniczne: Flamandowie – 57%, Walonowie – 33%.

### Miasta
| 1  | Antwerpia  | Antwerpia            | 530 630 | 204,5  |
| 2  | Gandawa    | Flandria Wschodnia   | 265 086 | 156,18 |
| 3  | Charleroi  | Hainaut              | 202 421 | 102,1  |
| 4  | Liège      | Liège                | 195 278 | 69,4   |
| 5  | Bruksela   | Stołeczny Brukseli   | 188 737 | 32,61  |
| 6  | Schaerbeek | Stołeczny Brukseli   | 130 690 | 8,14   |
| 7  | Anderlecht | Stołeczny Brukseli   | 122 547 | 17,74  |
| 8  | Brugia     | Flandria Zachodnia   | 118 509 | 138,4  |
| 9  | Namur      | Namur                | 112 559 | 175,7  |
| 10 | Leuven     | Brabancja Flamandzka | 102 236 | 56,63  |

### Struktura etniczna

Demografia Belgii (1948–2009)

| - Flamandowie: 55,09% - Walonowie: 31,5% - Włosi: 1,95% - Arabowie: 1,85% - Francuzi: 1,1% - Holendrzy: 0,97% - Niemcy: 0,92% - Portugalczycy: 0,6% | - Kabylowie: 0,47% - Turcy: 0,45% - Hiszpanie: 0,43% - Europejczycy: 0,43% - Berberowie: 0,36% - Żydzi: 0,28% - Brytyjczycy: 0,27% - Kurdowie: 0,25% | - Grecy: 0,17% - Chińczycy: 0,16% - Romowie: 0,14% - Kongijczycy: 0,13% - Polacy: 0,11% - Amerykanie: 0,11% - Czarni Afrykanie: 0,11% - pozostali: 2,15% |

Źródło: Joshua Project

## Gospodarka
Jedno z najlepiej rozwiniętych państw Europy. PKB wyniósł 254 mld euro (30 001 euro na 1 mieszkańca). Podatki w Belgii należą do najwyższych w Europie i stanowią 47% PKB. Wskaźnik Giniego, czyli poziom rozpiętości w dochodach, wynosi 27. Belgia ma również najwyższy na świecie eksport per capita. W ostatnich latach udało się także zmniejszyć zadłużenie ze 120% PKB w 1980 roku do obecnych 90% PKB.
Podstawą gospodarki jest wysoko rozwinięty przemysł (głównie hutniczy, maszynowy, elektrotechniczny, spożywczy, chemiczny, włókienniczy) oraz wysokotowarowe rolnictwo (hodowla bydła, trzody; uprawa zbóż, buraków cukrowych). Antwerpia jest największym w świecie ośrodkiem szlifowania diamentów. Liczne atrakcyjne miejscowości turystyczne, między innymi: Antwerpia, Bruksela, Gandawa, Brugia.
Belgia posiada siedem reaktorów jądrowych, które w 2013 roku wyprodukowały 52% energii elektrycznej oraz ok. 20% całkowitego zużycia energii w kraju. W 2003 r. rząd Belgii przyjął ustawę obejmującą zakaz budowy nowych elektrowni jądrowych oraz program wyłączenia wszystkich pracujących reaktorów jądrowych do 2025 roku, gdy ich wiek osiągnie 40 lat. Jednocześnie nowe moce powstaną w energetyce gazowej i wiatrowej.
Największym przedsiębiorstwem belgijskim (mającym centralę na terenie Belgii) jest międzynarodowy koncern browarniczy Anheuser-Busch InBev, z główną siedzibą w Leuven. Jest to również jedyna belgijska firma znajdująca się na liście 500 największych przedsiębiorstw świata pisma Fortune.

### Emisja gazów cieplarnianych
Łączna emisja równoważnika dwutlenku węgla z Belgii wyniosła w 1990 roku 142,040 Mt, z czego 116,003 Mt stanowił dwutlenek węgla. W przeliczeniu na mieszkańca emisja wyniosła wówczas 11,593 t dwutlenku węgla, a w przeliczeniu na 1 dolar PKB 380 kg. Na drugim miejscu była emisja metanu, następnie podtlenku azotu i gazów fluorowanych. Po roku 1990 poziom emisji wahał się, przy czym w XX w. raczej powoli rósł, a w XXI w. przeważnie powoli opadał. W 2018 roku emisja dwutlenku węgla pochodzenia kopalnego wyniosła 105,752 Mt, a w przeliczeniu na mieszkańca 9,197 t i w przeliczeniu na 1 dolar PKB 214 kg. Różne branże były odpowiedzialne za tę emisję w podobnym stopniu.

### Turystyka
W 2015 roku kraj ten odwiedziło 8,033 mln turystów (1,8% więcej niż w roku poprzednim), generując dla niego przychody na poziomie 11,736 mld dolarów.
Na terenie Belgii w 2019 znajdowało się 115 kąpielisk wyznaczonych zgodnie z przepisami dyrektywy kąpieliskowej. Wśród nich 42 znajdowały się na wodach przybrzeżnych, 64 na jeziorach, a 9 na rzekach. Jakość wody oceniono jako doskonałą w 98 z nich, a jako niedostateczną w 1.

## Transport

### Transport drogowy
Transport drogowy w Belgii odbywa się po 145 850 km dróg, w tym 117 701 km o nawierzchni asfaltowej, w tym 1682 km autostrad (w całości bezpłatnych i oświetlonych na całej długości). Pod względem gęstości sieci dróg kołowych Belgia zajmuje pierwsze miejsce w Europie, pod względem gęstości autostrad drugie (po Niderlandach).
Szkielet sieci transportu drogowego stanowią autostrady oraz obwodnice autostradowe wszystkich większych miast kraju. Ze względu na swoje położenie, Belgia jest ważnym krajem tranzytowym. Największymi węzłami transportu samochodowego są Bruksela, Antwerpia i Liège.

### Transport kolejowy

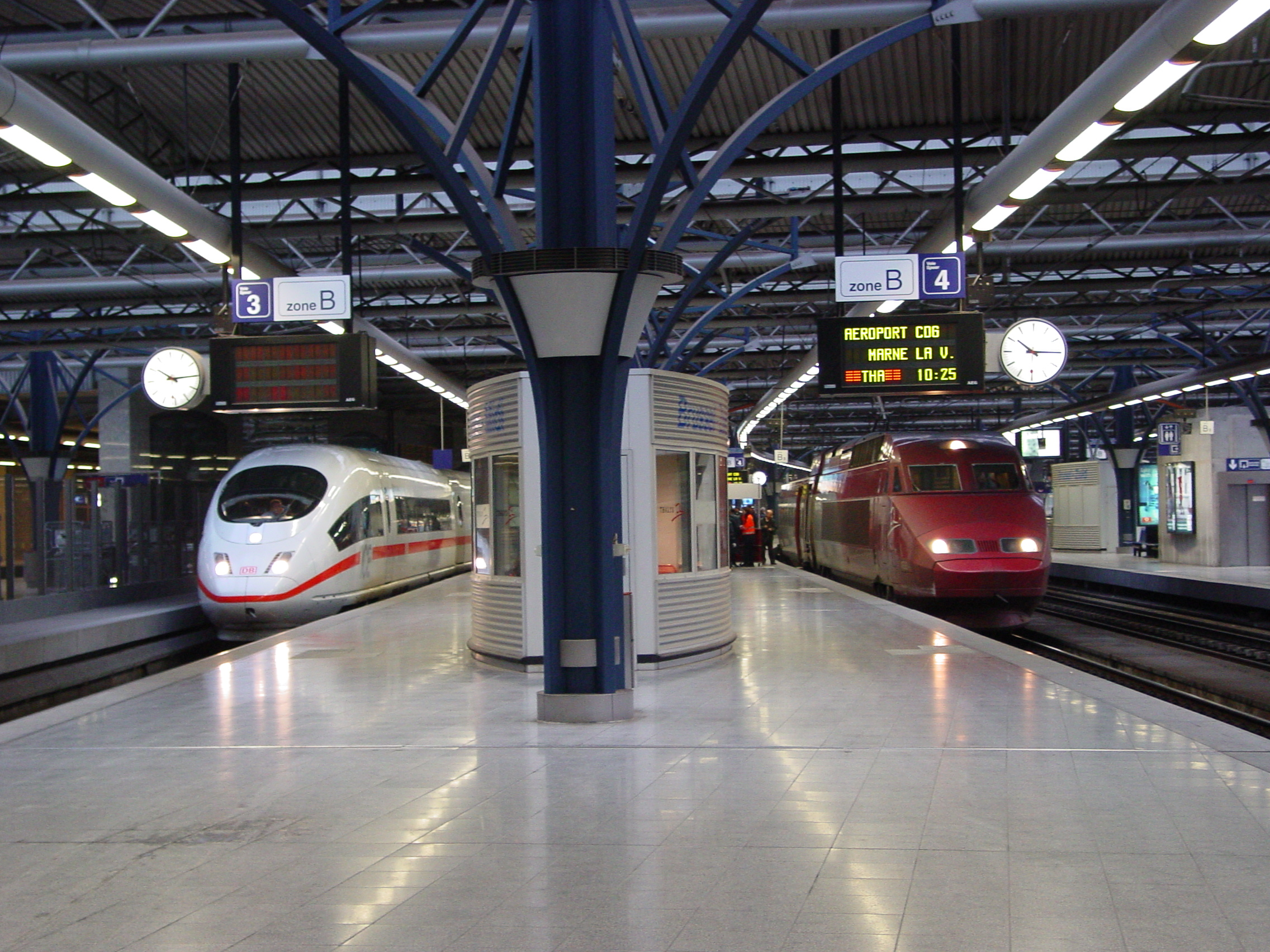
Bruxelles Midi

Belgia posiada znakomicie rozwiniętą sieć kolejową o długości 3437 km (2003) z czego 2701 km jest zelektryfikowane, w większości napięciem stałym 3 kV, z wyjątkiem około 80 km linii dużych prędkości (LGV), które zelektryfikowano napięciem przemiennym 25 kV/50 Hz. 2563 km szlaków kolejowych posiada co najmniej dwa tory. Gęstość linii kolejowych wynosi 11,5 km/na 100 km², co daje Belgii pierwsze miejsce w Europie.
Krajowe przewozy pasażerskie prowadzi państwowa kolej SNCB/NMBS. Jakość usług jest wysoka, pociągi kursują z wysoką punktualnością, w regularnych odstępach czasu, maksimum dwugodzinnych, na głównych liniach co godzinę i częściej. Typowe prędkości maksymalne pociągów pasażerskich na głównych trasach wynoszą od 120 km/h do 160 km/h, a na trzech odcinkach linii dużych prędkości nawet 300 km/h (Bruksela – granica z Francją, Antwerpia – granica z Niderlandami, Bruksela – Liège).
Przewozy międzynarodowe są również prowadzone przez SNCB/NMBS przy współpracy z zarządami kolejowymi sąsiednich państw – Niemiec (DB), Francji (SNCF), Niderlandów (NS) i Luksemburga (CFL) – lub przez przewoźników, w których SNCB/NMBS posiada udziały (Eurostar, Thalys).
Przewozy towarowe prowadzi SNCB/NMBS oraz przewoźnicy z sąsiednich państw, również prywatni.
Liczba pasażerów korzystających z kolei systematycznie wzrasta, w roku 2001 wyniosła 160,3 mln, z czego 13,8 mln w ruchu międzynarodowym.

### Publiczny transport zbiorowy
Komunikacja miejska w Belgii jest obsługiwana przez kilku przewoźników o zasięgu regionalnym: De Lijn (działający we Flandrii), TEC (działający w Walonii) oraz STIB/MIVB (działający w regionie Brukseli). Ze względu na wysoką gęstość zaludnienia kraju i jego organizację terytorialną oraz niewielką liczbę przewoźników w zasadzie nie ma rozróżnienia między autobusową komunikacją miejską i podmiejską.
W czterech miastach (Antwerpia, Bruksela, Gandawa, Charleroi) istnieją sieci tramwajowe, ponadto w eksploatacji jest także linia tramwajowa Kusttram o długości 67 km wzdłuż całego belgijskiego wybrzeża (łącząca miejscowości wypoczynkowe De Panne i Knokke-Heist).
Sieć metra działa jedynie w Brukseli, chociaż istniały plany budowy metra także w Charleroi (część infrastruktury tramwajowej projektowano tak, by mogła być bazą dla przyszłych sieci metra). W Antwerpii, Brukseli oraz Charleroi istnieje także premetro: tramwaje, które jeżdżą na pewnych odcinkach pod ziemią.
Ze względu na wysoką gęstość sieci kolejowej i wysoką częstotliwość kursowania pociągów, a także zintegrowane systemy taryfowe, rolę komunikacji miejskiej i podmiejskiej pełnią często pociągi SNCB/NMBS.

### Transport lotniczy
W 1999 roku Belgia posiadała ok. 42 lotniska w tym 24 z pasami startowymi o nawierzchni twardej w tym 6 o długości powyżej 3000 m. Najważniejszymi portami lotniczymi są port lotniczy Bruksela Brussels Airport (znany dawniej jako Bruxelles-Zaventem, Bruxelles-National/Brussel Nationaal) pod Brukselą (16 179 733 pasażerów w roku 2005), oraz port lotniczy Bruksela-Charleroi (Charleroi Bruxelles-Sud – 1 873 349 pasażerów w roku 2005, wyłącznie tanich linii). W transporcie towarów drogą lotniczą główną rolę odgrywają porty lotnicze Brussels Airport oraz Liège.

### Transport wodny
Transport wodny jest szeroko wykorzystywany w transporcie towarów. Belgia ma 2043 km wodnych szlaków śródlądowych w tym 1532 km otwartych dla żeglugi. Najważniejszym z nich jest Kanał Alberta łączący port morski Liège z Antwerpią.
W transporcie morskim główną rolę odgrywa port w Antwerpii (drugi w Europie i czwarty na świecie pod względem ilości przeładowywanych towarów), dynamicznie rozwija się też port w Zeebrugge dzięki możliwości obsługi statków olbrzymów oraz statków z ciekłym gazem ziemnym. Dzięki rozwiniętemu systemowi kanałów do portów w Gandawie i Brukseli również zawijają statki pełnomorskie.
Morska flota handlowa Belgii to 22 statki o tonażu powyżej 1 tys. GRT (1999), w tym 7 drobnicowców, 8 chemikaliowców i 7 tankowców. Łączna nośność statków wynosiła ok. 57 347 DWT.

### Transport rurociągowy
Na terenie Belgii znajduje się 161 km rurociągów transportujących ropę naftową, 1167 km służących do transportu produktów naftowych oraz 3301 km rurociągów gazu ziemnego.

## Siły zbrojne
Belgia dysponuje trzema rodzajami sił zbrojnych: siłami lądowymi, marynarką wojenną oraz siłami powietrznymi. Uzbrojenie sił lądowych Belgii (2014) składało się z: 52 czołgów oraz 3295 opancerzonych pojazdów bojowych. Marynarka wojenna Belgii dysponowała: 2 okrętami obrony przybrzeża, pięcioma okrętami obrony przeciwminowej oraz dwiema fregatami.

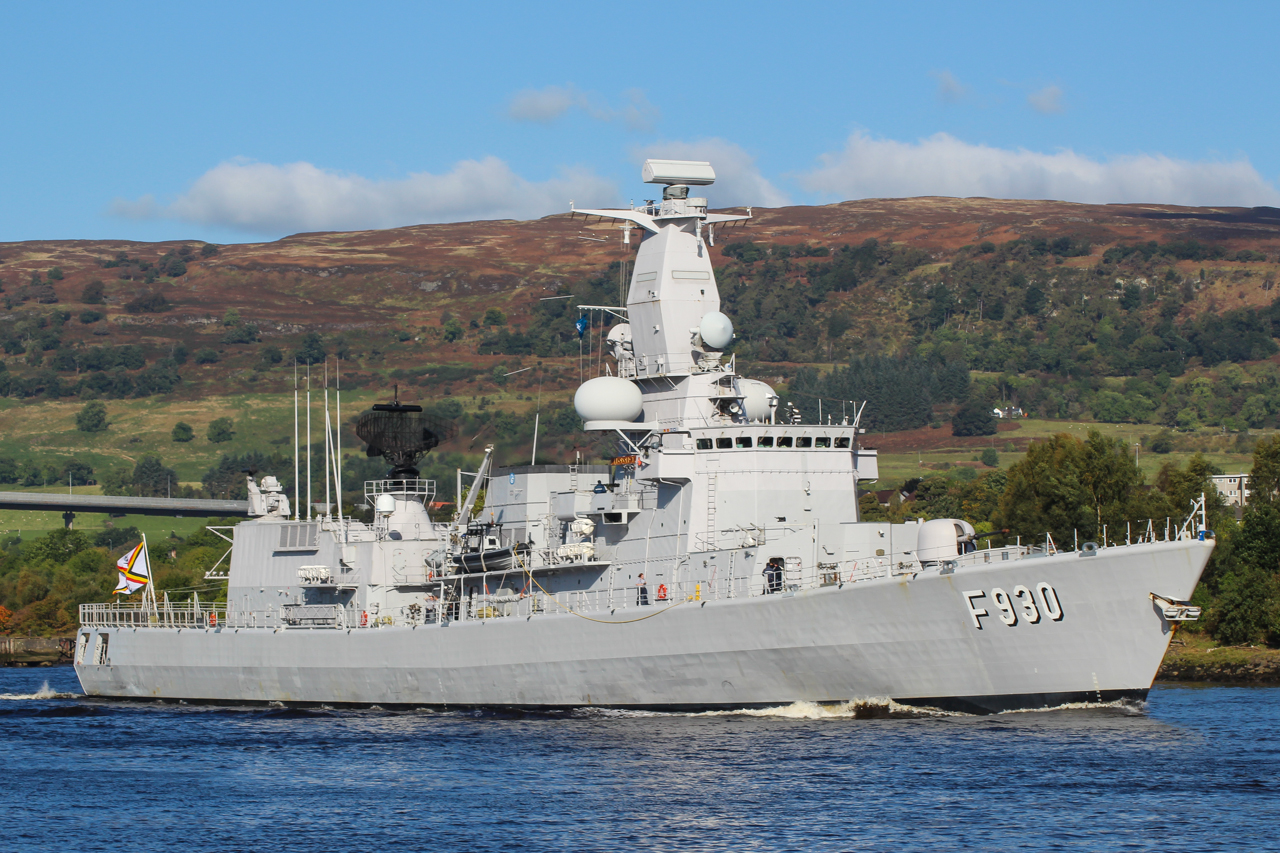
Leopold I, jedna z dwóch fregat klasy Karel Doorman w komponentach morskich.

Wojska belgijskie w 2016 roku liczyły 35 tys. żołnierzy służby czynnej oraz 6,5 tys. rezerwistów. Według rankingu Global Firepower Index z 2016 r. belgijskie siły zbrojne stanowią 65 siłę militarną na świecie, z rocznym budżetem na cele obronne w wysokości 5,08 mld dolarów (USD).

## Oświata

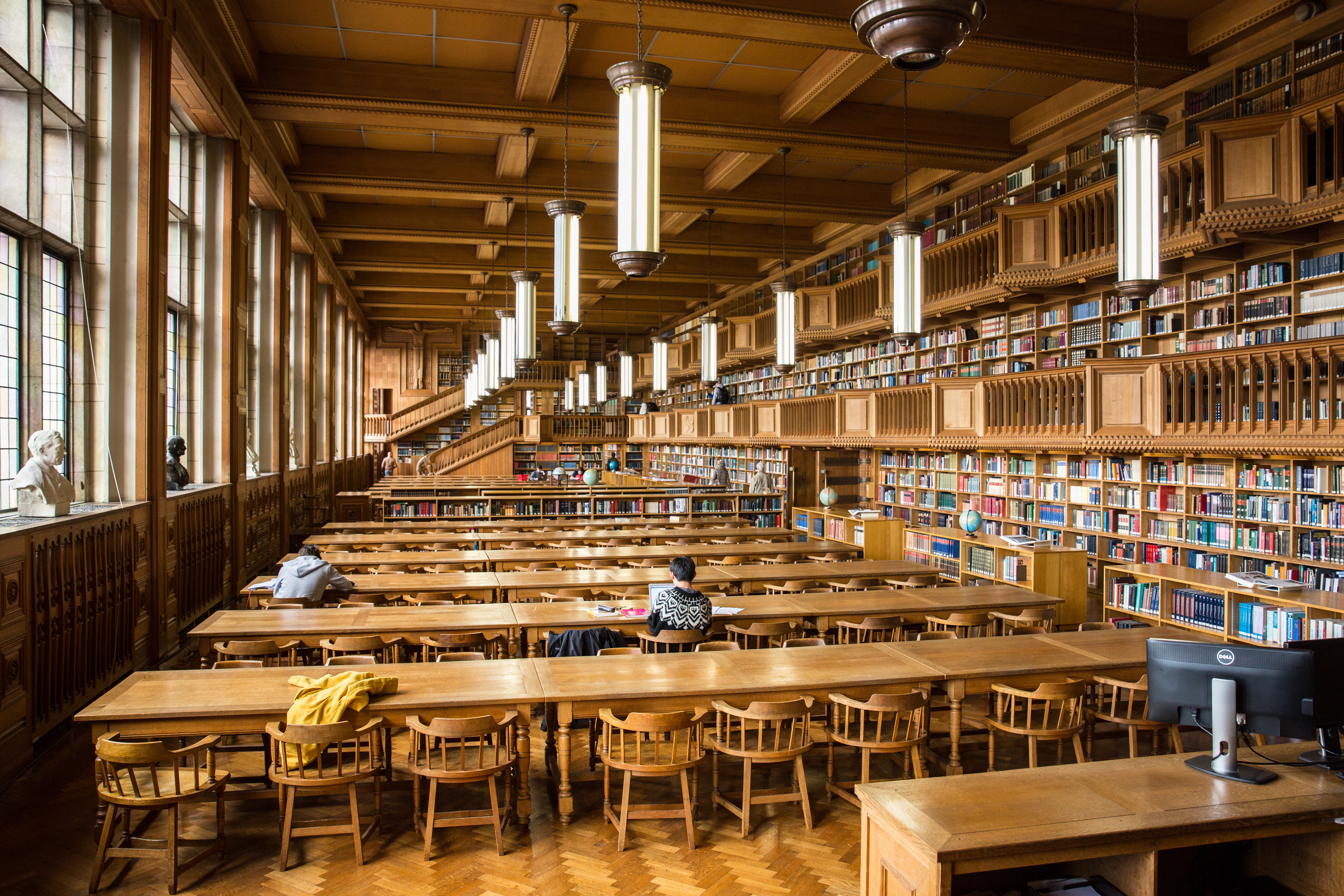
Katholieke Universiteit Leuven

Oświata w Belgii, zachowując jednolitą strukturę systemu szkolnego, ma trzy władze oświatowe, trzy obowiązujące programy nauczania i trzy modele kształcenia. Jest to spowodowane podziałem państwa na trzy strefy językowe. Edukacja jest obowiązkowa do 18 roku życia.

## Media
W Belgii działa radio i telewizja. Stacje państwowe nadają programy w trzech językach: francuskim (Radio-Télévision Belge de la Communauté française, RTBF), flamandzkim (VRT) i niemieckim (Belgischer Rundfunk|BRT). Wśród stacji prywatnych najpopularniejsze to: RTL TVI – nadająca programy dla Brukseli i regionu Walonii oraz Vlaamse Televisie Maatschappij – stacja komercyjna nadająca w języku flamandzkim. Najpopularniejszym kanałem we Flandrii jest één.

## Religia
W XIX wieku jednym z bodźców do powstania tego państwa był katolicyzm, gdyż dla mieszkańców Flandrii nie do zaakceptowania był antykatolicki kalwinizm Niderlandów. Ruch antyklerykalny początkowo rozwijał się tam słabo, później zaczął się wzmagać na wzór francuski.
Struktura religijna kraju w 2018 roku według CIA World Factbook:
- katolicyzm – 57,1%
- brak religii – 29,3%
- islam – 6,8%
- protestantyzm – 2,3%
- pozostali chrześcijanie – 2,8%
- inne religie – 1,7%.